# Free Comic Book Day
Le Free Comic Book Day (littéralement le « Jour de la bande dessinée gratuite »), ou simplement FCBD, est un effort promotionnel de l'industrie américaine des comics books pour faire découvrir de nouveaux titres et attirer de nouveaux lecteurs. Il se déroule tous les ans, le premier samedi du mois de mai. C'est le libraire et détaillant Joe Field de Flying Colors Comics à Concord, en Californie qui proposa l'évènement dans sa chronique « Big Picture » du magazine Comics & Games Retailer en août 2001. Le Free Comic Book Day démarre en 2002 et est coordonné par le plus grand distributeur de comics américain, Diamond Comic Distributors. Lancée au départ aux États-Unis, cette journée est dorénavant reprise dans d'autres pays en Asie et en Europe.

## Historique

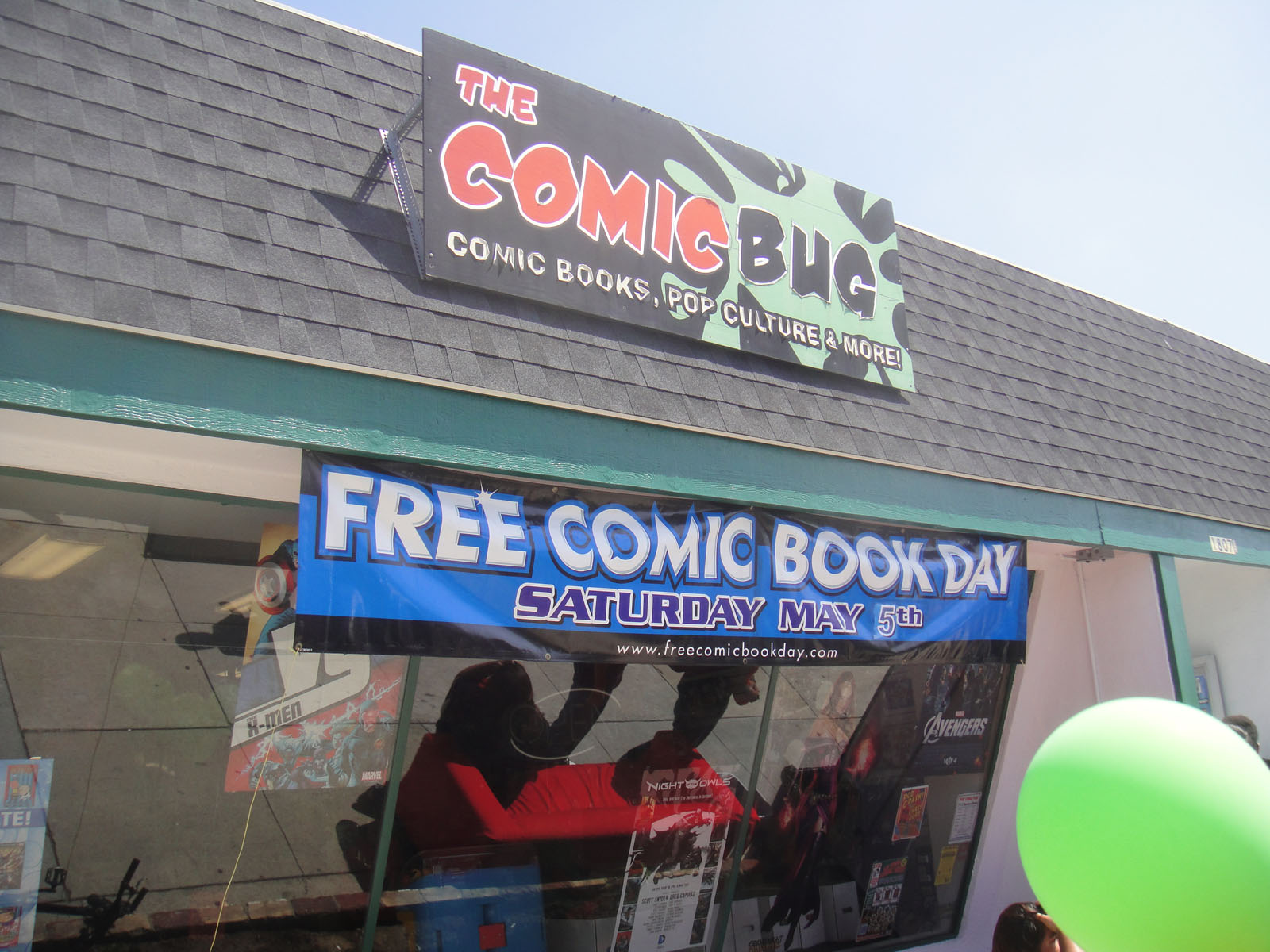
Le Free Comic Book Day à Los Angeles en 2012.

À la fin des années 1990, le détaillant Joe Field qui écrivait de petits articles pour un magazine spécialisé sur les comics, s'est aperçu que le succès d'un film basé sur une franchise de comics avait un fort impact positif sur les ventes. En 2001, il proposa un Free Comic Book Day dans une de ses chroniques, proposition qui reçue un accueil favorable. L'éditeur d'Image Comics de l'époque, Jim Valentino suggéra d'avoir ce premier Free Comic Book Day le même week-end que la sortie du film Spider-Man, dans le but de profiter de la promotion importante réalisée pour le film. L'évènement a lieu le 4 mai 2002, un jour après la sortie du film. Cependant, toutes les journées suivantes n'ont pas bénéficié de la sortie d'un film lié à un comic book. En 2004, il s'est déroulé en juillet mais il a de nouveau été replacé au premier samedi de mai l'année suivante et se déroule depuis lors ce jour-là. Lors du Free Comic Book Day, les libraires participants offrent gratuitement des comic books spécialement imprimés pour cette journée. Certains réalisent aussi des offres spéciales ou organisent des séances de signatures d'auteurs dans leurs établissements. Cependant, les détaillants ne reçoivent pas ses numéros gratuitement ; ils payent entre 12 et 50 cents par copie qu'ils donnent. En plus des livres, certains magasins offrent aussi des produits dérivés comme des posters ou des goodies liés à un film.
En 2020, l'évènement est reporté à une date ultérieure en raison de la gravité de la crise de la pandémie de Covid-19. Durant le week-end où aurait dû avoir lieu l'évènement, une version numérique, les Alt Free Comic Days ont lieu en ligne, diffusant des panels avec des créateurs et des artistes de comics. Le 18 juin 2020, le FCBD 2020 est annoncé comme le « Free Comic Book Summer » et se déroule du 15 juillet au 9 septembre, avec des distributions hebdomadaires de certains titres précédemment annoncés. Le 17 décembre 2020, le FCBD 2021 est déplacé au 14 août 2021 « dans l'espoir qu'une grande partie de l'incertitude et des perturbations liées au COVID-19 seront passées ».
| Année | Date                           | Film associé                                  |
| ----- | ------------------------------ | --------------------------------------------- |
| 1     | 4 mai 2002                     | Spider-Man                                    |
| 2     | 3 mai 2003                     | X-Men 2                                       |
| 3     | 3 juillet 2004                 | Spider-Man 2                                  |
| 4     | 7 mai 2005                     | aucun                                         |
| 5     | 6 mai 2006                     | aucun                                         |
| 6     | 5 mai 2007                     | Spider-Man 3                                  |
| 7     | 3 mai 2008                     | Iron Man                                      |
| 8     | 2 mai 2009                     | X-Men Origins: Wolverine                      |
| 9     | 1 mai 2010                     | Iron Man 2                                    |
| 10    | 7 mai 2011                     | Thor                                          |
| 11    | 5 mai 2012                     | Avengers                                      |
| 12    | 4 mai 2013                     | Iron Man 3                                    |
| 13    | 3 mai 2014                     | The Amazing Spider-Man : Le Destin d'un héros |
| 14    | 2 mai 2015                     | Avengers : L'Ère d'Ultron                     |
| 15    | 7 mai 2016                     | Captain America: Civil War                    |
| 16    | 6 mai 2017                     | Les Gardiens de la Galaxie Vol. 2             |
| 17    | 5 mai 2018                     | Venom                                         |
| 18    | 4 mai 2019                     | aucun                                         |
| 19    | 15 juillet au 9 septembre 2020 | aucun                                         |
| 20    | 14 août 2021                   |                                               |

## En Europe
L'évènement s'exporte en Europe. L'Allemagne, l'Autriche et la Suisse lancent le « Gratis Comic Tag » en 2010,. Il se déroule le deuxième samedi de mai, une semaine après les États-Unis. Il a également lieu en Espagne depuis 2010 sous le nom de « Día del Cómic Gratis ».
En France, l'évènement est lancé en 2014 sous le nom de « Free Comic Book Day France ». Bien que les comics soient distribués gratuitement, les libraires payent les éditeurs pour pouvoir obtenir lesdits comics. En 2020, le FCBD France est reporté à une date ultérieure comme son homologue américain à cause de la pandémie de Covid-19. La nouvelle date est annoncée fin avril par l'organisateur et correspond au 4 juillet 2020, jour de la fête nationale américaine,. En 2021, toujours en raison de la pandémie, le FCBD France est reporté au 11 septembre dans un premier temps. Il est finalement annulé en raison du retrait du distributeur,.

## Les fascicules
Deux types de comics sont distribués à l'occasion du Free Comic Book Day.
Le fascicule peut servir d'annonce en présentant le prologue ou le premier chapitre d'une nouvelle série que l'éditeur sortira dans le courant de l'année. Il peut également présenter une histoire courte et inédite liée à un titre ou une série de l'éditeur. D'autres éléments inédits peuvent être proposés en bonus comme des esquisses et recherches de personnages.